# Ohakunea
Ohakunea (лат.) — род длинноусых двукрылых из семейства Rangomaramidae (Sciaroidea). 5 видов.

## Распространение
Имеет широкое циркумантарктическое распространение в южном полушарии: от юга Южной Америки (Чили) до Австралазии (Австралия, Папуа - Новая Гвинея) и Океании (Новая Зеландия), что говорит о древней истории рода, имеющей своё начало в период разделения Гондваны.

## Описание
Мелкие длинноногие насекомые, длина 2—3 мм. Общая окраска тела обычно коричневая. Ноги и усики длинные (длина ног почти в два раза превышает длину тела). Антенны состоят из 14 флагелломеров. Нижнечелюстные щупики 5-члениковые, а нижнегубные — 2-члениковые. Ohakunea вместе с родами Colonomyia, Rogambara, и Cabamofa формирует общую кладу по большинству анализируемых признаков, однако положение таксона в составе подсемейства Ohakuneinae остается неясным. Первоначально при описании первого вида рода Ohakunea он был включён в состав семейства Mycetophilidae, а затем более полувека рассматривался в составе Sciaridae.
Наличие жилки R4 рассматривается как базальный признак в надсемействе Sciaroidea, и кроме рода Ohakunea, такое состояние признака также обнаружено в семействах Ditomyiidae, Keroplatidae, Bolitophilidae, Mycetophilidae и Pterogymnus, где отсутствие R3 рассматривается аутапоморфией клады, состоящей из Diadocidiidae, Heterorricha group, Sciaridae, Rangomaramidae и Cecidomyiidae.
- Ohakunea australiensis Colless, 1963 — Австралия[3]
- Ohakunea bicolor Edwards, 1927 — Новая Зеландия
- Ohakunea chilensis Freeman, 1951 — Чили
- Ohakunea ingegerdae Jaschhof & Hippa, 2003 — Папуа - Новая Гвинея[2]
- Ohakunea papuensis Jaschhof & Hippa, 2003 — Папуа — Новая Гвинея[2]